# Tarphonomus
Tarphonomus là một chi chim trong họ Furnariidae.
Chúng được tìm thấy trong môi trường sống cây bụi ở miền trung nam Nam Mỹ. Chúng trước đây được bao gồm trong chi Upucerthia. 

## Các loài
- Tarphonomus harterti
- Tarphonomus certhioides